# Pip (episodio de South Park)
«Pip» (también llamado Grandes Esperanzas) es el episodio 62 de la serie animada South Park teniendo a Malcolm McDowell como estrella invitada aunque acreditado como «Un Británico» («A British Person») narra el cuento de Charles Dickens; Grandes esperanzas aunque este es uno de los episodios menos gustados por Trey Parker y Matt Stone.

## Trama

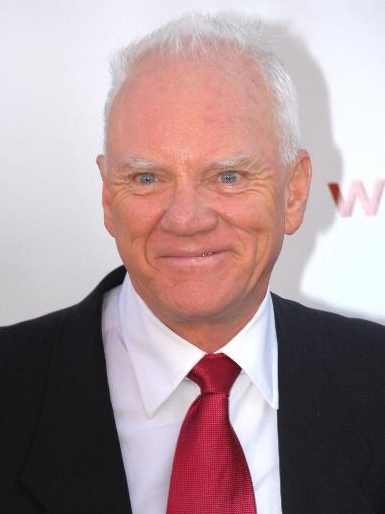
Malcolm McDowell narra el cuento Grandes Esperanzas de Charles Dickens.

El episodio comienza en una habitación donde una "Persona Británica" (McDowell) cuenta la historia de Dickens con uno de los personajes con menos protagonismo de la serie: Pip.
Pip es un niño huérfano de 9 años que visita a sus padres en su tumba, un convicto recién escapado de la cárcel lo amenaza pero la bondad de Pip hace que este le rompa sus grilletes y le de un Sandwich, el bandido huye luego de eso. Pip vuelve a su hogar donde vive su hermana que lo maltrata y su esposo, un herrero del que Pip es ayudante. El Herrero fabrica un periódico en hierro en cuyos clasificados aparece el empleo de jugar con la hija de la señora Havisham. Pip acude a pedir el empleo y conoce a Estella, la hija de la señora Havisham, esta o contrata para que juegue con ella. Durante su trabajo Pip se enamora de Estella.
Sin embargo, Pip sabe que no tiene el mismo nivel social para casarse con Estella. Inesperadamente le llega la oferta de educarse como caballero en Londres. Pip creyendo que su benefactor es la Señora Havisham acepta y una vez llegado a Londres conoce a Mr. Pucket, su compañero de cuarto quien había conocido en casa de la señora Havisham bañándose en la fuente. Pucket le enseña a Pip como ser caballero mientras que a la vez le cuenta la trágica historia de la Señora Havisham: mujer adinerada que el día de su matrimonio fue plantada en el altar, lo que provocó en la mujer un enorme odio a los hombres, quedarse en su casa como ermitaña y aun tener puesto su traje de novia y bajo un enorme plástico el pastel de bodas. Con el tiempo Pip aprende esgrima, Tiro con arco y hasta Cunnilingus.
Poco tiempo después Pip se presenta con Havisham para agradecerle el curso de caballero y la señora le asegura que Estella estará en una elegante fiesta el viernes. En una fiesta en el Palacio Real, dirigida por el Rey de Inglaterra, Tony Blair, Pip y Estella bailan y el chico le dice que aprendió a ser caballero para ganar su corazón, pero Estella le dice que ella no tiene corazón y que ya tiene novio, un muchacho de 17 años que tiene auto.
Pip triste le dice a la señora Havisham para luego ver como aprobaba al nuevo novio de Estella y se alegraba de que Estella le rompiese el corazón a Pip. Steve (el novio de Estella) también se sorprende al ver que él fue solo un peón de Estella para hacer sufrir a Pip y Havisham explica que ella rompe los corazones de los hombres para darle poder a su máquina del Génesis y fusionarse con la niña y así destruir al sexo masculino. Havisham envía monos robot para atacar a Pip pero cae hasta quedar inconsciente. Pip despierta en casa del herrero Joe siendo visto por el mismo y por Pucket. Además se revela que el benefactor anónimo era nada menos que el convicto que Pip había ayudado al principio de la historia; gracias a la bondad de Pip, el convicto empezó una nueva vida hasta volverse rico y en retribución había financiado a Pip para volverse caballero. Entonces Pip, el herrero Joe, Pucket y el convicto deciden unirse para detener a la señora Havisham.
Los cuatro llegan a la mansión donde descubren una máquina con varios hombres a quienes Estella les había roto el corazón (incluyendo a Steve) y la máquina se alimentaba del dolor y la tristeza. Pucket decide animarlos para evitar alimentar la máquina mientras que Joe, el convicto y Pip luchan contra los monos robot. El convicto es asesinado por Havisham luego de que le echara ácido en su rostro.  Pip trata de llegar al corazón de Estella mostrándole pequeños conejos, pero la niña afirmando no tener corazón asesina a cada conejo rompiéndole el cuello. Pip continúa hasta llegar al conejo 26 y Estella ya no le ve sentido a seguir matando a los conejos, probándole así a Pip que sí tiene corazón y la niña abandona la máquina. La máquina es destruida, matando de paso a la señora Havisham. Estella, Pip, Pucket y Joe sacan a los hombres y abandonan la mansión, Estella declara su amor a Pip y Pucket le reclama a Pip devolverle sus conejos prestados.
Al final el británico cierra el episodio diciendo que "todos vivieron felices excepto Pucket, que murió de Hepatitis B".

## Curiosidades
- En este capítulo, no aparecen ninguno de los personajes principales.
- Este episodio nunca se doblo en Latinoamérica transmitiendo con doblaje en castellano.